# Phare des Sept-Îles
Le phare des Sept-Îles est situé sur l'île aux Moines (en breton : Enez ar Breur ou Jentilez), seule île de l'archipel des Sept-Îles où l'on peut débarquer. Il est bâti à côté des ruines d'un fort du XVIIIe siècle, le fort des Sept-Îles dont la fonction était de lutter contre la piraterie et la contrebande.

## Histoire
Le premier phare, une tour ronde, a été allumé en mai 1835 puis remplacé en 1854 par une tour carrée plus haute de 5 mètres, accolée à la première tour.
Détruit le 4 août 1944, il est reconstruit en 1949 et rallumé en juillet 1952.
Dès 1957, il utilise l'énergie éolienne pour son alimentation électrique. L'aérogénérateur est le plus puissant en service dans un phare en France.
Il était l'un des derniers phares français en mer gardé et est devenu automatisé à la fin du mois d'août 2007.

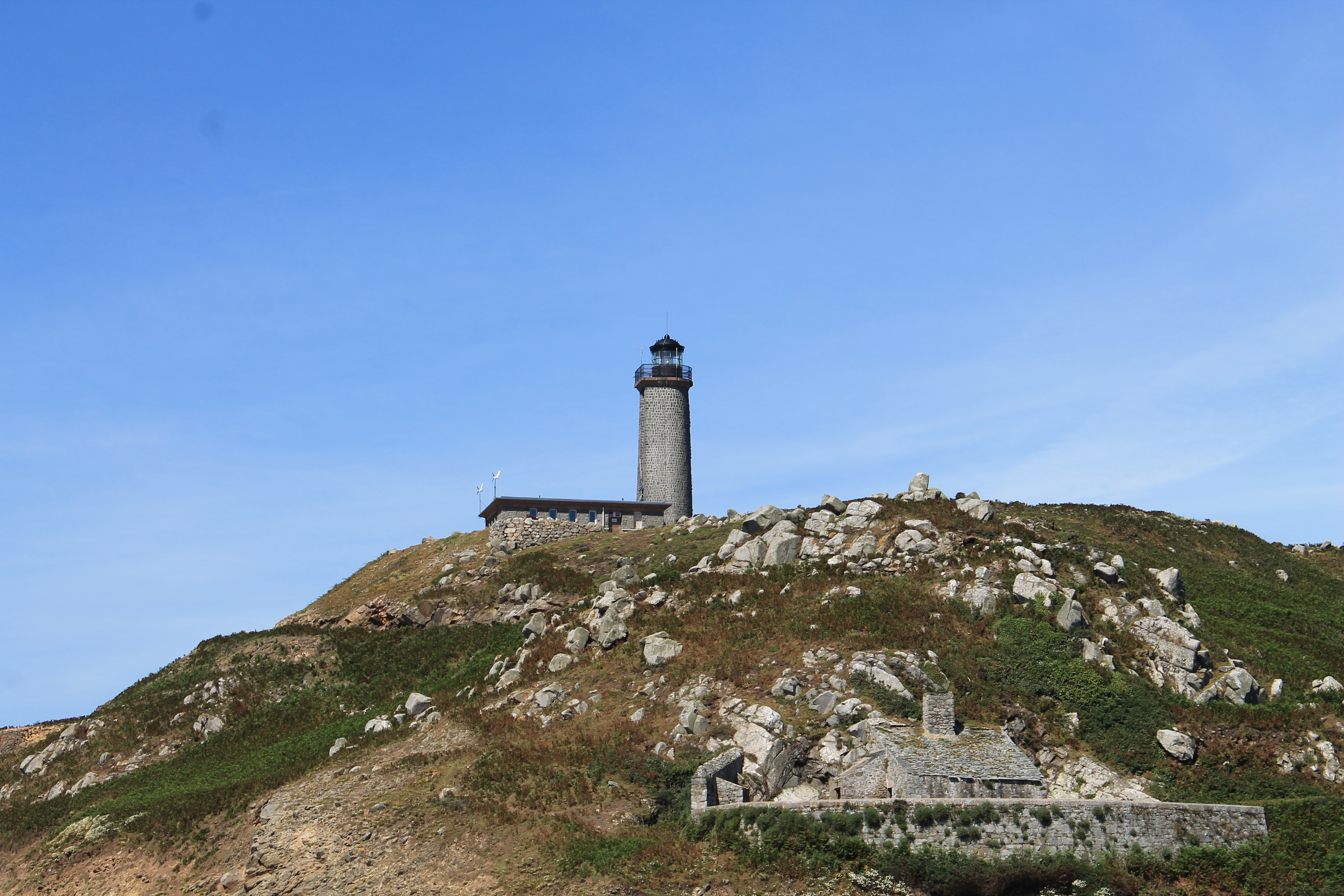
Le phare et une maison de guet située près du quai de l'île.